# Roland Wyss
Roland Wyss es un deportista suizo que compitió en piragüismo en la modalidad de eslalon. Ganó dos medallas en el Campeonato Mundial de Piragüismo en Eslalon, plata en 1977 y bronce en 1979.

## Palmarés internacional
| Campeonato Mundial | Campeonato Mundial | Campeonato Mundial | Campeonato Mundial |
| Año                | Lugar              | Medalla            | Competición        |
| ------------------ | ------------------ | ------------------ | ------------------ |
| 1977               | Spittal (Austria)  | Medalla de plata   | C2 por equipos     |
| 1979               | Jonquière (Canadá) | Medalla de bronce  | C2 por equipos     |